# Temognatha nigrofasciata
Temognatha nigrofasciata es una especie de escarabajo del género Temognatha, familia Buprestidae. Fue descrita científicamente por Théry en 1937.